# Grupo Bertin
Grupo Bertin é um conglomerado brasileiro fundado na cidade de Lins no interior de São Paulo em meados de 1977, atualmente atua nas áreas de infraestrutura, energia, equipamento de proteção, agronegócio, alimentação e hotelaria que possuía cerca de 35 mil empregados. As plantas de carne e couro do conglomerado passaram a ser exploradas pela JBS, do Grupo J&F em outubro de 2009, com aprovação pelo CADE em abril de 2013, que passou a concentrar mais de 25% do mercado brasileiro de carne bovina. Já a planta de higiene e limpeza do conglomerado também passaram a ser exploradas pela Flora, outra empresa do Grupo J&F em maio de 2011.
Atualmente está em recuperação judicial.